# Station Gorzkowice
Station Gorzkowice is een spoorwegstation in de Poolse plaats Gorzkowice.